# Annie Lacroix-Riz
Annie Lacroix-Riz (Francia), es una historiadora marxista francesa especializada en las relaciones de Francia con Alemania y Estados Unidos entre los años 1930 y 1950, así como en el colaboracionismo durante la Segunda Guerra Mundial.
Antigua alumna de la École normale supérieure de jeunes filles y discípula de Pierre Vilar, es profesora emérita de historia contemporánea en la Universidad de París Diderot, hoy integrada en la Universidad de París Cité.
Annie Lacroix-Riz es uno de los miembros fundadores del Polo de Renacimiento Comunista en Francia (PRCF), creado en 2004.

## Biografía
Annie Lacroix-Riz estudió Historia en la Universidad de París 1 Panthéon-Sorbonne. En 1970, se convirtió en Profesora Asociada de Historia en las universidades de París I y París VII. En 1981 se doctoró en Literatura bajo la dirección del historiador Jean Bouvier. En su tesis doctoral, estudió la historia del sindicato francés Confédération Générale du Travail de 1944 a 1947. Su trabajo doctoral ha sido considerado como un análisis exhaustivo de las luchas obreras sindicales francesas.
Fue profesora de Historia Contemporánea en la Universidad de Toulouse II-Le Mirail, y posteriormente, en la Universidad de París VII. Es profesora emérita de la Universidad de París VII. 
A nivel de divulgación, realizó colaboraciones con Le Monde diplomatique y ha participado en la elaboración de documentales especialmente con Xavier Montanyà por su película de 2009 - Espions de Franco (Espías de Franco) y con Beatrice Pignède por el documental Propagande de guerre, propagande de paix sobre la Guerra del Golfo y la Invasión de Irak de 2003.

## Temas de investigación
Annie Lacroix-Riz se interesa en la historia política, económica y  social de la Tercera República francesa y el gobierno de Vichy, en las relaciones entre el Vaticano y el Reich y en las estrategias de la élite francesa
En sus primeros trabajos sobre la reconstrucción de la Francia de posguerra, Lacroix-Riz estudió las tensiones sindicales, ahondando precisamente en los problemas dentro de la Confédération General del Trabajo (CGT), el papel del ministro francés Ambroise Croizat en la reforma social y el papel desempeñado por el sindicalista estadounidense Irving Brown en Francia.
Obras posteriores profundizan en la influencia estadounidense en Europa (por ejemplo en Suecia) y en las colonias francesas del Norte de África, poniendo en tela de juicio los motivos declarados del Plan Marshall.
Una de sus tesis es que la complicidad entre las instituciones industriales y financieras francesas y la Alemania nazi, movidas por el interés económico, contribuyó a la derrota de Francia en 1940, allanando el camino para el ascenso de Estados Unidos en Europa y dentro de la Unión Europea.
Los escritos de Lacroix-Riz sobre los años 1930 y la Segunda Guerra Mundial, en particular sobre la relación con los intereses financieros e industriales, el grupo terrorista La Cagoule y sus posiciones sobre la Sinarquía y el Holodomor, han encontrado respuestas críticas contrapuestas. Por un lado, se le reconoce el carácter detallado y exhaustivo de su trabajo, basado en archivos. Por otro lado, su trabajo es objeto de reservas sobre un posible sesgo anticapitalista, dado que desafía las perspectivas y narrativas tradicionales.

## Controversias

### Louis Renault
Existen dos teorías opuestas sobre el industrial frances Louis Renault : la de la historiadora, que afirma que el fabricante de automóviles financió a la extrema derecha antes de la guerra y colaboró con el enemigo produciendo tanques para el ejército alemán, y la de los descendientes de Renault,  que consideran que, dadas las circunstancias, la empresa, dirigida entonces por François Lehideux (1904-1998), corría el riesgo de desaparecer si no accedía a las exigencias de las fuerzas de ocupación.

### La producción francesa de Zyklon B
En 1996 Lacroix-Riz publicó un artículo en L'Humanité que volvió a despertar polémica entre sus colegas y que incluso llegó a tener repercusión en la prensa internacional. En esta ocasión, su estudio afirmaba que en Francia se había producido gas Zyklon B, el gas empleado en las cámaras de gas e los campos de concentración nazis. Basándose en archivos alemanes, británicos y estadounidenses, la autora señalaba que el grupo francés Ugine había producido, en su filial Durferrit-Sofumi, gas Zyklon B. Entre las pruebas mostradas por la historiadora que sostienen sus hipótesis está el hecho de que en dicha filial trabajaban técnicos alemanes y que durante la guerra se produjo un aumento desproporcionado"de la producción de Zyklon B que, no podía explicarse por la demanda del insecticida.
Más adelante, en un artículo publicado en 1997, Annie Lacroix-Riz señalaba que el Zyklon B producido en Francia estaba enteramente destinado a Alemania y con fines exclusivamente militares. Sin embargo, reconoce que "todavía no tenemos ningún documento que demuestre formalmente que el Zyklon fabricado en la región de Oise estaba destinado a los campos de concentración". Retoma esta tesis en su libro Industriels et banquiers sous l'Occupation (1999), calificado por Jon Henley, periodista del diario británico The Guardian, como "extremadamente bien documentado" y por el historiador Kenneth Moure, de la Universidad de California en Santa Bárbara, como "agresivamente marxista".
Robert Paxton crítica a Annie Lacroix-Riz por basarse principalmente en los archivos de la Delegación Francesa en la Comisión del Armisticio (CA) en Wiesbaden. Según el autor, "sólo la empresa matriz Degesch vendió 50 toneladas de cianuro de sodio directamente a los alemanes entre 1940 y 1944, lo que correspondería al 1,9% de la producción total". Según este autor, "según todos los indicios concordantes [...] la preocupación de los alemanes es únicamente desarrollar la estructura de comercialización y aplicación de antiparasitarios gaseosos en Francia" para realizar "las numerosas fumigaciones ordenadas por las tropas de ocupación", estando la actividad de la filial conjunta con Ugine "expresamente limitada a Francia, las colonias francesas y los países del protectorado y submandato [...] En un momento en el que sus capacidades nacionales de producción eran todavía excedentarias, la motivación de los alemanes era, evidentemente, no hacer entrar a Ugine en su propio mercado". Annie Lacroix-Riz señala, sin embargo, que las etiquetas del Zyklon B producido en la planta de Ugine en Villers-Saint-Sépulcre "estaban en alemán".

### El Holodomor

Reconocimiento mundial del Holodomor (2024)

En una "presentación crítica de documentos originales" sobre el "exterminio por hambre" en Ucrania en 1933 (Holodomor en ucraniano), distribuida a sus alumnos en 2004, Lacroix-Riz impugna la presentación de esta hambruna como resultado de una intención "genocida" del poder soviético, prefiriendo verla como "una grave carestía que condujo a un estricto refuerzo del racionamiento" que "fue resultado de fenómenos naturales y sociopolíticos". Se apoya, en particular, en los análisis de Wheatcroft y Davies, que, según Mark Tauger, "refutan decisivamente las explicaciones intencionalistas". Denuncia una "operación de propaganda", "un engaño". Ella adopta el análisis de Douglas Tottle, que afirma que el Holodomor es una creación "fraudulenta" de los "propagandistas nazis", y cuyo trabajo considera "esencial". Sus artículos sobre este tema fueron el centro de una considerable controversia. 
Su texto original provocó en 2006 fuertes reacciones de las asociaciones de la diáspora ucraniana, entre ellas el Congreso Mundial Ucraniano. A raíz de estos comentarios, una asociación de ucranianos organizó una petición que puede interpretarse como una solicitud de su suspensión como profesor universitario. A esto le siguió una contrapetición, cuyos primeros firmantes fueron principalmente los llamados comunistas ortodoxos.
En una entrevista de septiembre de 2007 con Daniel Laurent sobre la posible dimensión negacionista de su negación del genocidio estalinista en Ucrania, la historiadora respondió remitiéndose a sus investigaciones y acusando a sus adversarios de querer exculpar a los "autonomistas" ucranianos, antisemitas auxiliares de los Einsatzgruppen. Criticó duramente el uso educativo del documental de M6 Stalin, le tyran rouge, sobre la dictadura de Stalin, que calificó de "vulgata anticomunista" destinada a "asustar a los jóvenes".

### Teoría de la conspiración sinarquista
En su obra sobre la colaboración económica de Francia con Alemania durante la Ocupación, Annie Lacroix-Riz defiende la veracidad de la conspiración sinarquista, conocida como la Sinarquía, una teoría de la conspiración considerada un mito por los historiadores contemporáneos. El historiador Robert Paxton señala que la obra de Lacroix-Riz plantea un "problema de fuentes", al encontrarlas incompletas, y crítica a Lacroix-Riz por estar "visiblemente atraída por la teoría de la conspiración". Vuelve al viejo espantajo de la "Sinarquía", contradiciendo con estas historias de sociedades secretas sus propias y muy pertinentes observaciones sobre la lógica del mercado a corto plazo." Con Le Choix de la défaite: les élites françaises dans les années 1930, publicado en 2006 y reeditado en 2009, Annie Lacroix-Riz ha reavivado el interés por esta teoría de la conspiración, y sus conferencias filmadas sobre el tema han tenido cierto éxito en la web. Su libro expone la tesis de un complot sinárquico durante el periodo de entreguerras que habría urdido la derrota militar de Francia en 1940, permitiendo supuestamente a los "sinarcas" acceder al poder. Para el historiador Olivier Dard, autor de La Synarchie, le mythe du complot permanent, el trabajo de Annie Lacroix-Riz sobre el tema se inscribe en un discurso anticapitalista de extrema izquierda que, a través de la sinarquía, instruye el juicio tradicional del "gran capital" y las élites. Concluye que "la intención de Annie Lacroix-Riz es historizar este asunto con fines ideológicos repitiendo una serie de acusaciones ya formuladas en su momento por el Partido Comunista [...] Su uso de las fuentes es el de una investigación exclusivamente incriminatoria cuya conclusión está escrita de antemano por postulados ideológicos claramente establecidos. Además de las críticas formuladas por los historiadores, Conspiracy Watch se apoya en el trabajo de Olivier Dard para reprochar a Lacroix-Riz "la escasa diversidad de sus fuentes", así como la interpretación acrítica de los archivos policiales de la época, que contienen su cuota de inexactitudes y fantasías, en particular el informe "plagado de errores de hecho" que Henry Chavin, director de la Seguridad Nacional de Vichy, presentó al ministro del Interior en el verano de 1941, punto de partida de las denuncias del supuesto "complot sinarquista".

## Activismo político
Annie Lacroix-Riz es miembro del Polo de Renacimiento Comunista en Francia, asociación de tendencia marxista-leninista (PRCF). En el 2005, fue invitada a participar como ponente en la conferencia Ejes por la Paz, realizada por la organización internacional antiimperialista Red Voltaire. Rudy Reichstadt, en el sitio web Conspiracy Watch, describe la lista de participantes en esta conferencia como "un quién es quién de los más destacados escritores de conspiraciones del momento".

## Publicaciones
- Lacroix-Riz, Annie (1983a), La CGT de la libération à la scission de 1944-1947 (en francés), Paris: Éditions sociales, p. 400, ISBN 978-2-209-05530-2, OCLC 10615868.
- Lacroix-Riz, Annie (1986) [1985], Le choix de Marianne: les relations franco-américaines de 1944 à 1948 (en francés), Paris: Messidor/Éditions Sociales, p. 222, ISBN 978-2-209-05790-0, OCLC 14348463.[52]
- Lacroix-Riz, Annie (1983b), Un ministre communiste face a la question des salaires: l'action d'Ambroise Croizat de novembre 1945 a mai 1947 (en francés), Le Mouvement Social, p. 41, JSTOR 3777839, OCLC 83770038.
- Lacroix-Riz, Annie (1988), Les Protectorats d'Afrique du Nord entre la France et Washington du débarquement à l'indépendance 1942-1956 (en francés), París: L'Harmattan, p. 262, ISBN 2-7384-0031-0, OCLC 22112682.
- Lacroix-Riz, Annie (1990), Autour d'Irving Brown: l'A.F.L., le Free Trade Union Committee le Département d'État et la scission syndicale française (1944-1947), Le Mouvement social - Sciences Po University Press, pp. 79-118, JSTOR 3778185, OCLC 5546335956, doi:10.2307/3778185 .
- Lacroix-Riz, Annie (1991), L'économie suédoise entre l'Est et l'Ouest 1944-1949 : neutralité et embargo, de la guerre au Pacte Atlantique (en francés), L'Harmattan, p. 311, ISBN 978-2-296-24361-3, OCLC 26096760.
- Lacroix-Riz, Annie (1991), L'économie suédoise entre l'Est et l'Ouest 1944-1949 : neutralité et embargo, de la guerre au Pacte Atlantique (en francés), L'Harmattan, p. 311, ISBN 978-2-296-24361-3, OCLC 26096760.
- Lacroix-Riz, Annie (2010) [1996], Le Vatican, l'Europe et le Reich de la Première Guerre mondiale à la guerre froide (1914-1955), Références Histoire (en francés), París: Armand Colin, p. 540, ISBN 978-2-200-24292-3, OCLC 36023846.
- Lacroix-Riz, Annie (1997), Industrialisation et société (1880-1970) [Industrialización y sociedades (1880-1970)] (en francés), París: Ellipses, p. 128, ISBN 978-2-7298-6747-8, OCLC 38586248.
- Lacroix-Riz, Annie (2013) [1999], Industriels et banquiers français sous l'Occupation : la collaboration économique avec le Reich et Vichy, Références Histoire (en francés), París: Armand Colin, p. 661, ISBN 978-2-200-28891-4, OCLC 875520295.
- Lacroix-Riz, Annie (2010) [2004], L'Histoire contemporaine sous influence (en francés), Pantin: Le Temps des cerises, p. 145, ISBN 978-2-84109-475-2, OCLC 812531054.
- Lacroix-Riz, Annie (2024) [2006], Le choix de la défaite : les élites françaises dans les années 1930 (en francés), Malakoff: Dunod, p. 1186, ISBN 978-2-10-087092-9, OCLC 1437271043. [53]
- Lacroix-Riz, Annie (2007), L'intégration européenne de la France : La tutelle de l'Allemagne et des États-Unis (en francés), Pantin: Le Temps des cerises, p. 108, ISBN 978-2-84109-697-8, OCLC 181091839.
- Lacroix-Riz, Annie (2008), De Munich à Vichy : l'assassinat de la Troisième République, 1938-1940, Hors Collection (en francés), París: Armand Colin, p. 408, ISBN 978-2-200-35111-3, OCLC 470828906..
- Lacroix-Riz, Annie (2012), L'Histoire contemporaine toujours sous influence (en francés), Pantin: Le Temps des cerises/Delga, p. 263, ISBN 978-2-84109-954-2, OCLC 812531054.
- Lacroix-Riz, Annie (2014), Aux origines du carcan européen (1900-1960) : la France sous influence allemande et américaine (en francés), Pantin: Delga / Le Temps des cerises, p. 197, ISBN 978-2-37071-001-7, OCLC 882237263.
- Lacroix-Riz, Annie (2020) [2015], Scissions syndicales, réformisme et impérialismes dominants 1939-1949 (en francés), Pantin: Le Temps des cerises, p. 250, ISBN 9782376071976, OCLC 1231709755.
- Lacroix-Riz, Annie (2016), Les élites françaises entre 1940 et 1944 : de la collaboration avec l'Allemagne à l'alliance américaine (en francés), París: Armand Colin, p. 496, ISBN 978-2-200-24303-6, OCLC 951172289.
- Lacroix-Riz, Annie (2019), La non-épuration en France: de 1943 aux années cinquante (en francés), Malakoff: Armand Colin, p. 672, ISBN 978-2200625146, OCLC 1122824097.[54]
- Lacroix-Riz, Annie (2023), Les Origines du plan Marshall: Le mythe de "l'aide" américaine (en francés), Malafoff: Armand Colin, p. 571, ISBN 978-2-200-63822-1, OCLC 1402163962.